# Polycesta aruensis
Polycesta aruensis är en skalbaggsart som beskrevs av Jan Obenberger 1924. Polycesta aruensis ingår i släktet Polycesta och familjen praktbaggar. Inga underarter finns listade i Catalogue of Life.